# Burni Tungkun Tige
Burni Tungkun Tige är ett berg i Indonesien.   Det ligger i provinsen Aceh, i den västra delen av landet, 1 600 km nordväst om huvudstaden Jakarta. Toppen på Burni Tungkun Tige är 1 130 meter över havet.
Terrängen runt Burni Tungkun Tige är kuperad åt nordost, men åt sydväst är den bergig. Trakten runt Burni Tungkun Tige är nära nog obefolkad, med mindre än två invånare per kvadratkilometer. I omgivningarna runt Burni Tungkun Tige växer i huvudsak städsegrön lövskog.